# Marcus Nilsson (fotbollsspelare)

För andra personer med samma namn, se Marcus Nilsson.  
Marcus Nilsson, född 26 februari 1988, är en svensk fotbollsspelare som spelar för Eskilsminne IF.

## Karriär
Nilsson flyttade som liten till Rydebäck, söder om Helsingborg, där han också växte upp. Han började sin karriär i Rydebäcks IF som anfallare men bytte sedan till sin nuvarande position som mittback. 2001 fick Helsingborgs IF upp ögonen för den lovande talangen och Marcus bytte den gröna mattan ute i Rydebäck till den lite större inne i Helsingborg. Där spelade han först i pojklagen, juniorlaget och U/Tipselit-laget. 
Nilsson gjorde sin första A-lagsmatch 2007 mot FC Nordsjælland, en träningsmatch inför allsvenskan som förlorades med 0–3. Första allsvenska matchen kom lite senare samma år mot IF Elfsborg, även då förlust fast med siffrorna 0–1. 2007/2008 blev det totalt 8 matcher i den rödblå tröjan för Mackan och säsongen 2009 fick han sitt stora genombrott och var i stort sett fast i startelvan, vilket han också varit säsongen 2010. 
I juli 2011 såldes han till den holländska klubben FC Utrecht. Säsongen 2014 lånades Nilsson ut till Kalmar FF. I juli 2014 lämnade han Utrecht och skrev på ett kontrakt med Kalmar FF säsongen ut. Efter säsongen 2014 lämnade han Kalmar FF med utlandet i sikte. Efter en kort tids provspel i England valde dock Nilsson att skriva på ett nytt kontrakt med Kalmar FF över säsongen 2015.
I februari 2016 värvades Nilsson av engelska Fleetwood Town, där han skrev på ett 1,5-årskontrakt. I juli 2016 värvades Nilsson av norska Stabæk på ett halvårskontrakt.
I januari 2017 värvades Nilsson av sydkoreanska Pohang Steelers. Kontraktet med den sydkoreanska klubben Pohang Steelers bröts dock i förtid i somras och 29-åringen återvände hem för att rehabilitera sig. 
I mars 2018 blev Nilsson klar som assisterande tränare i Eskilsminne IF. Säsongen 2019 spelade han två matcher för klubben i Division 1 Södra. Inför säsongen 2020 gjorde Nilsson en comeback som endast spelare i klubben.